# 安诺本岛

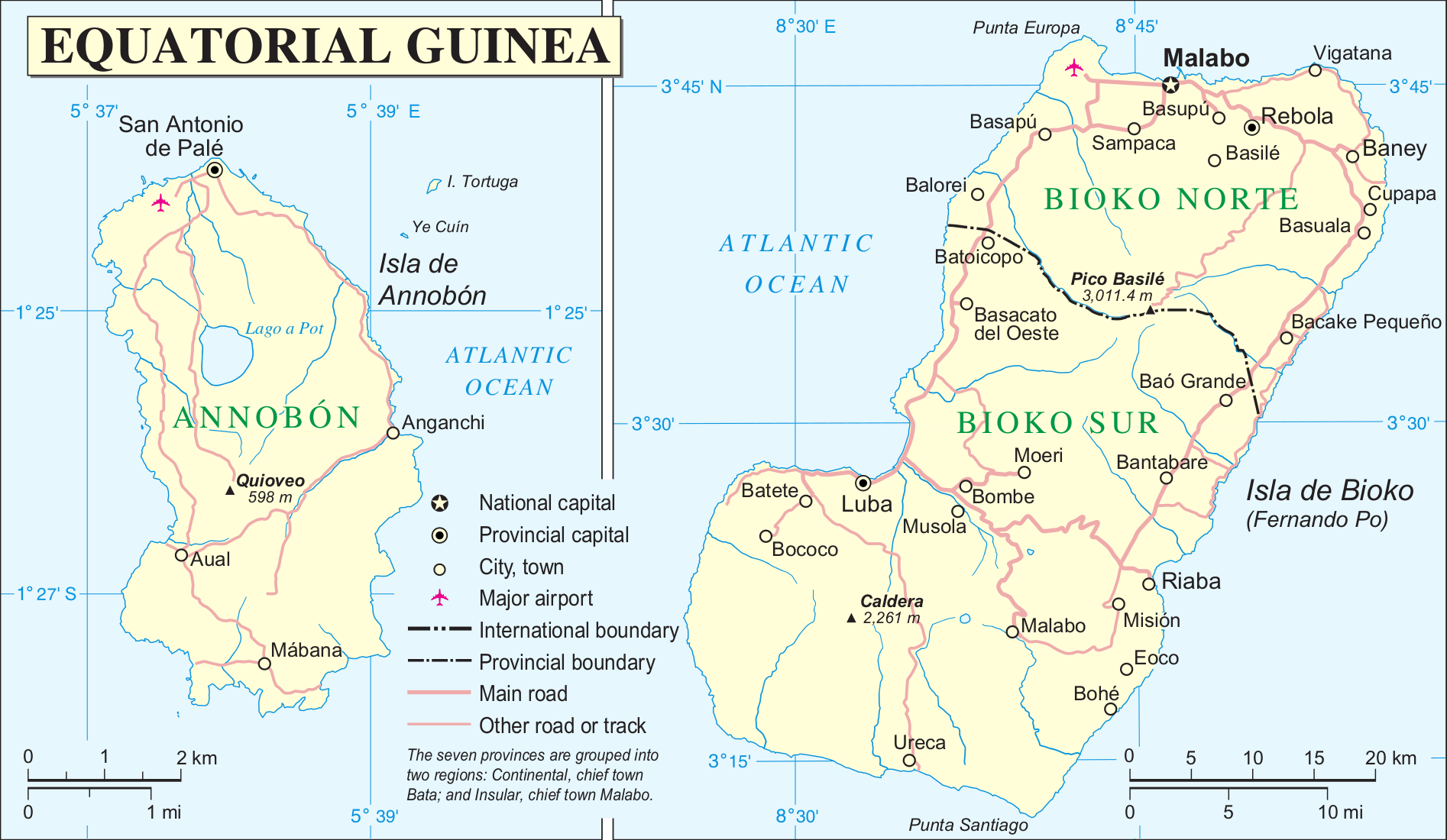
安諾本島（左）和比奥科岛地图

安诺本岛（Annobón）是赤道几内亚在几内亚湾的一个火山岛。安诺本岛位于聖多美島西南180千米，位于非洲西海岸以东350千米。该岛长6.4千米，宽约3.2千米，总面积为17.5平方千米，人口为5000人。是赤道几内亚安諾本省的主体部分。安诺本省首府為圣安东尼奥-德帕莱:2-4。